# Maria Rius i Camps
Maria Rius i Camps (Sant Pere de Riudebitlles, Alt Penedès, 1938) és una il·lustradora catalana. Fundadora de l'Associació Professional d'Il·lustradors de Catalunya, va formar part del grup d'il·lustradors del Congrés de Cultura Catalana. Ha treballat activament per normalitzat la feina dels il·lustradors i les il·lustradores. Alguns dels seus llibres han estat publicats a més de vint-i-cinc països i els seus dibuixos han estat exposats en mostres individuals i col·lectives, i en diverses ciutats.

## Formació
Estudià a l'escola de la Llotja i a l'Escola Superior de Belles Arts de Sant Jordi de la Universitat de Barcelona, on es llicencià en dibuix i pintura. Cursà estudis de grafisme a la Kunstwerkschule de Münster (Alemanya), i de disseny gràfic a la Kunstgewerberschule de Berna (Suïssa).
Alternava la il·lustració infantil amb la producció d'imatges per a llibres de coneixement o de caràcter instructiu, on l'artista donava mostres del seu estil marcat per la delicadesa i la ingenuïtat als rostres i figures infantils, completat amb una clara orientació realista imposada pel caràcter d'aquests textos, amb traços fins, figures ben definides i suaus tractaments cromàtics. Tècnicament té preferència pels acrílics i per la tècnica del collage.
A més de fundar l'APIC (Associació Professional d'Il·lustradors de Catalunya), formà part del grup d'il·lustradors del Congrés de Cultura Catalana. Ha treballat activament per normalitzat la feina de l'il·lustrador.
Maria Rius és de les artistes que ens explica moltes coses a través dels seus dibuixos. De fet, entén la il·lustració com un treball narratiu, el que assumeix uns antecedents, previs a la lectura del text, i ho fa utilitzant la tècnica que més s'adequa al conte que interpretarà. Té il·lustrats més de tres-cents setanta llibres, entre els quals destaquen:
- L'avet valent (Ed. La Galera)
- Per què canten els ocells (Ed. Teide)
- La Núria i el seu gat (Ed. Joventut).
- Guaraçú (Ed. La Galera)
- Kalyndi (Ed. Hymsa)
- Els nens (Ed. Parramon)
- Els cinc sentits (Ed. Parramon)
- El núvol de la son (Ed. P.A.M)
- L'elefant blau (Ed. Gakken; Japó)
- Macbeth (Ed. Proa)
- L'anell dels Nibelungs (Ed. Proa)
- El taxi de mi mamà (Ed. Mifflin; EUA)
- La Bíblia (Ed. Claret)
- La nena que va pintar els cargols (Ed. Alfaguara)
- Parlem de Jesús (Ed. Claret)
- The four seasons (Ed. Barron's; EUA)
- Parcs i jardins de Barcelona (Ed. Mediterrània)
- Així és el Parc de Collserola (Ed. Mediterrània)
- The universe (Ed. Barron's; EUA) i (Ed. Autrey; Mèxic)
- La pipa ha perdut la son (Ed. Cruïlla)
- The 100 best games (Ed. Barron's; EUA)
- Déu té més d'un nom (ed. Claret)
- La castanyera (ed, Combel)
- L'Anna no vol fer-se gran (Ed. Cruïlla)
- Ayudemos a Blancanieves (Ed. S:M.)

Ha col·laborat entre altres amb les revistes Cavall Fort, Tretzevents, Dúnia, i els diaris Avui, Diari de Barcelona, La Vanguardia, etc. Ha dissenyat trencaclosques i jocs per a la firma Educa. Ha il·lustrat i dissenyat diferents cartells per al Parc de Collserola, i per a l'Ajuntament de Barcelona. Alguns llibres han estat publicats a més de vint-i-cinc països; com La Biblia, Els Cinc Sentits, Les Quatre Estacions, Els 100 millors Jocs, etc. Els seus dibuixos han estat exposats a Catalunya, tant en mostres individuals com col·lectives, i en diverses ciutats espanyoles i estrangeres. Té publicats alguns articles i ponències sobre il·lustració infantil i juvenil, entre els quals destaquen:
- 'La il·lustració per a infants de 8 a 10 anys'; Congrés de Cultura Catalana (1977).
- 'The illustration of children's books in catalan 1900-1978'; a la Workshop for Fort Hays State University (Hays, Kansas), Biblioteca de Catalunya (1978).
- '...i el joc d'il·lustrar-los'; introducció al llibre 'Quaranta i quaranta' (Ed. La Galera, 1979).
- 'La il·lustració de llibres per a infants a Catalunya'; introducció al Catàleg d'Il·lustradors del Llibre Infantil en Català (Generalitat de Catalunya, 1984).
- 'La ilustración de los libros y la educación del gusto artístico'; Comunicació en les jornades Liber-83 Madrid.
- 'Text-Il·lustració'; Simposi del Premi Internacional Catalonia d'Il·lustració (1990).
- “La il·lustració com a forma narrativa” dins La literatura per a joves: de la creació a la comunicació; Facultat de Ciències de la Comunicació Blanquerna, Fundació Caixa de Sabadell (2002)
- “Quan els llenguatges es complementen i s'enriqueixen”, dins Catorze Lectors; revista Diónysos nº 6 Vilafranca del Penedés (2004)
- Participació en les II Jornades interprofessionals del grup de Biblioteques catalanes associades a la UNESCO: La Biblioteca educadora: entre el Llibre i la Lectura. (2005)

També ha col·laborat amb Unicef, Caritas, i altres organitzacions sense ànim de lucre.
L'any 2019 la Biblioteca de Catalunya va ingressar una part important dels dibuixos originals de diferents contes.

## Premis
- 'Lazarillo' (1968) pel conte Per què canten els ocells d'Amàlia Benet,[3][6]
- 'C.C.E.I' (1971, 1974)
- 'Premi Crítica Serra d'Or de Literatura Infantil i Juvenil' (1979, 1981)
- 'Generalitat de Catalunya' (1983)
- Premi Junceda d'Honor[7] (2008).
- El 2018 va rebre la Creu de Sant Jordi "per la seva significació en l'àmbit de la il·lustració infantil, amb un estil d'orientació realista, marcat per la delicadesa, que entén la il·lustració com a treball narratiu".[2]
- 'Premio Nacional de Ilustración 2018'.[8]